# Похищение и убийство семьи Бибас

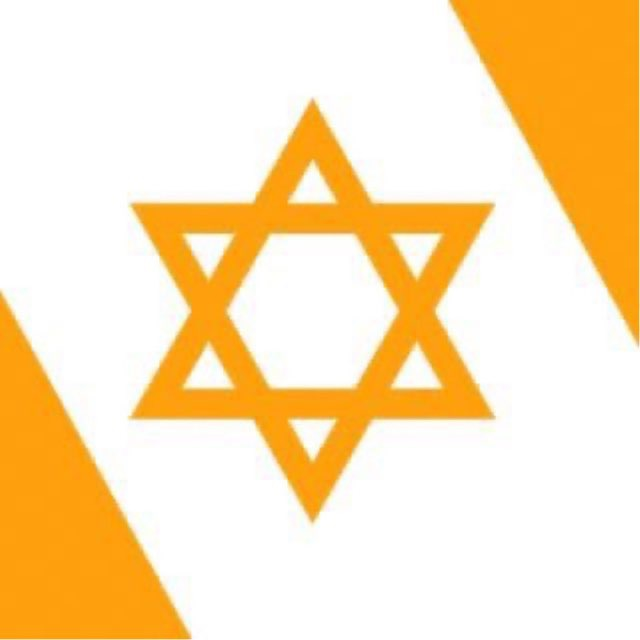
Стилизованный израильский флаг оранжевого цвета (символизирующий цвет волос детей) в знак памяти о погибших Кфире и Ариэле Бибас в официальном Twitter-аккаунте Израиля

7 октября 2023 года при нападении на Израиль, во время резни в Нир-Озе, палестинская исламистская террористическая организация ХАМАС похитила израильско-аргентинскую семью Бибас (ивр. ביבס‎) в составе четырёх человек из кибуца Нир-Оз. Младший ребёнок, 9-месячный Кфир, стал самым юным из заложников, захваченных ХАМАСом.
При резне террористами были убиты родители матери семьи Шири Бибас — 67-летний Йоси Зильберман и его 63-летняя жена Маргит, а также пёс Бибасов. Попытки Израиля освободить оставшихся членов семьи во время первого прекращения огня между Израилем и ХАМАСом не увенчались успехом; ХАМАС заявил об их смерти в результате израильского авиаудара. По данным судебно-медицинской экспертизы, проведённой в Израиле после возврата тел, дети были убиты боевиками голыми руками, после чего боевики совершили с трупами детей действия с целью скрыть способ убийства.
В ходе второго прекращения огня, 1 февраля 2025 года, отец семьи, Ярден Бибас, был обменян на палестинских заключённых и возвращён в Израиль. Тела его сыновей, Ариэля и Кфира, и его жены Шири 20—22 февраля 2025 года были также обменяны ХАМАСом на осуждённых палестинских заключённых, находившихся в израильских тюрьмах.

## Семья Бибас
Семья Бибас на момент похищения состояла из 34-летнего Ярдена, его 32-летней жены Шири и двух сыновей: 4-летнего Ариэля и 9-месячного Кфира. В кибуце Нир-Оз также проживали родители Шири — 67-летний Йоси Зильберман, родившийся в Аргентине и проживший в Израиле 40 лет, а также его жена, 63-летняя Маргит, переехавшая в Израиль в 1970-х годах из Перу вместе со своей семьёй. По словам родственников, до нападения семья обсуждала возможность покинуть кибуц и переехать на Голанские высоты, устав от постоянного страха, связанного с близостью к сектору Газа и ракетными обстрелами оттуда.

## Похищение
В день вторжения Ярден Бибас успел написать по месенджеру сестре Офри, что они с Шири и детьми в защищённой комнате. Примерно в 9:30 он написал, что рядом с их домом идет стрельба. Потом написал сестре и родителям, что любит их. А еще через 15 минут — что террористы уже в доме. Больше Ярден не писал. Сообщается, что Ярден не решался использовать имевшийся у него в доме пистолет из-за большого количества террористов с автоматическим оружием.
В Интернете были распространены многочисленные материалы о семье, включая видео, на котором окружённая террористами Шири держит на руках своих рыжеволосых детей с выражением ужаса на лице. На нескольких фото, найденных позже, у Ярдена, уводимого террористами, окровавлена голова.
При резне в кибуце Нир-Оз террористами были убиты родители матери семьи — Йоси Зильберман и его жена Маргит, а также пёс семьи Бибас по кличке Тонто.

## Усилия по освобождению

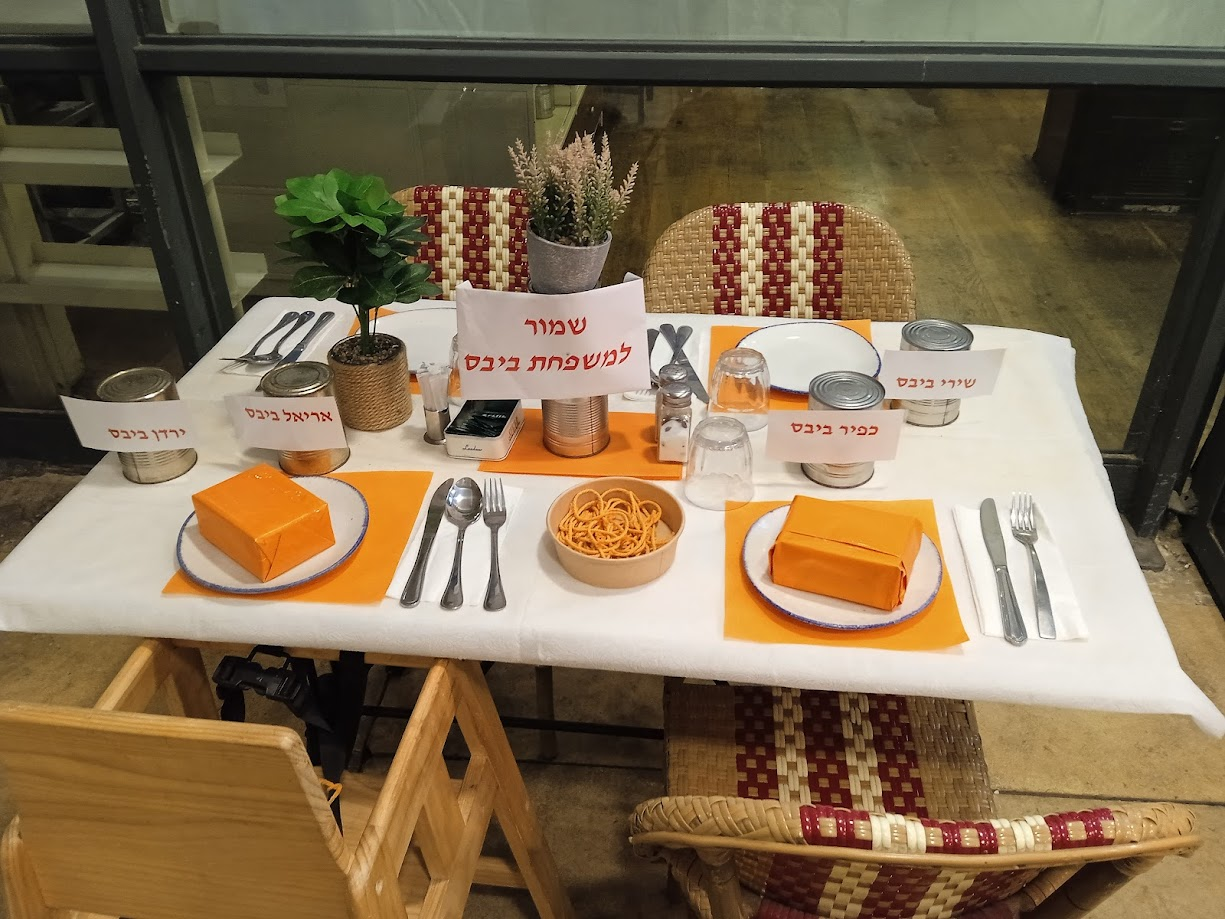
Столик в кафе, зарезервированный под семью Бибас

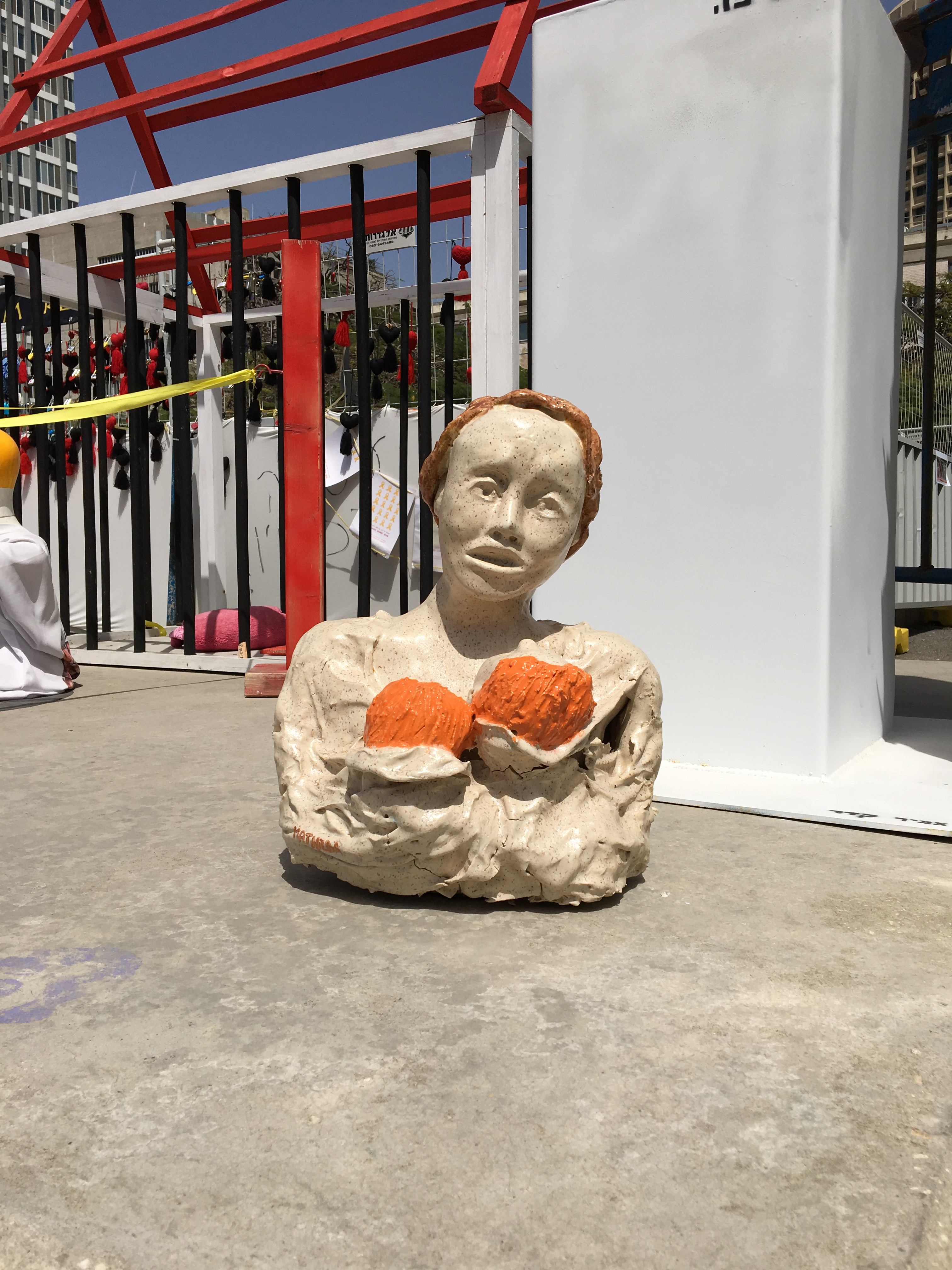
Скульптура в Тель-Авиве, воссоздающая момент похищения

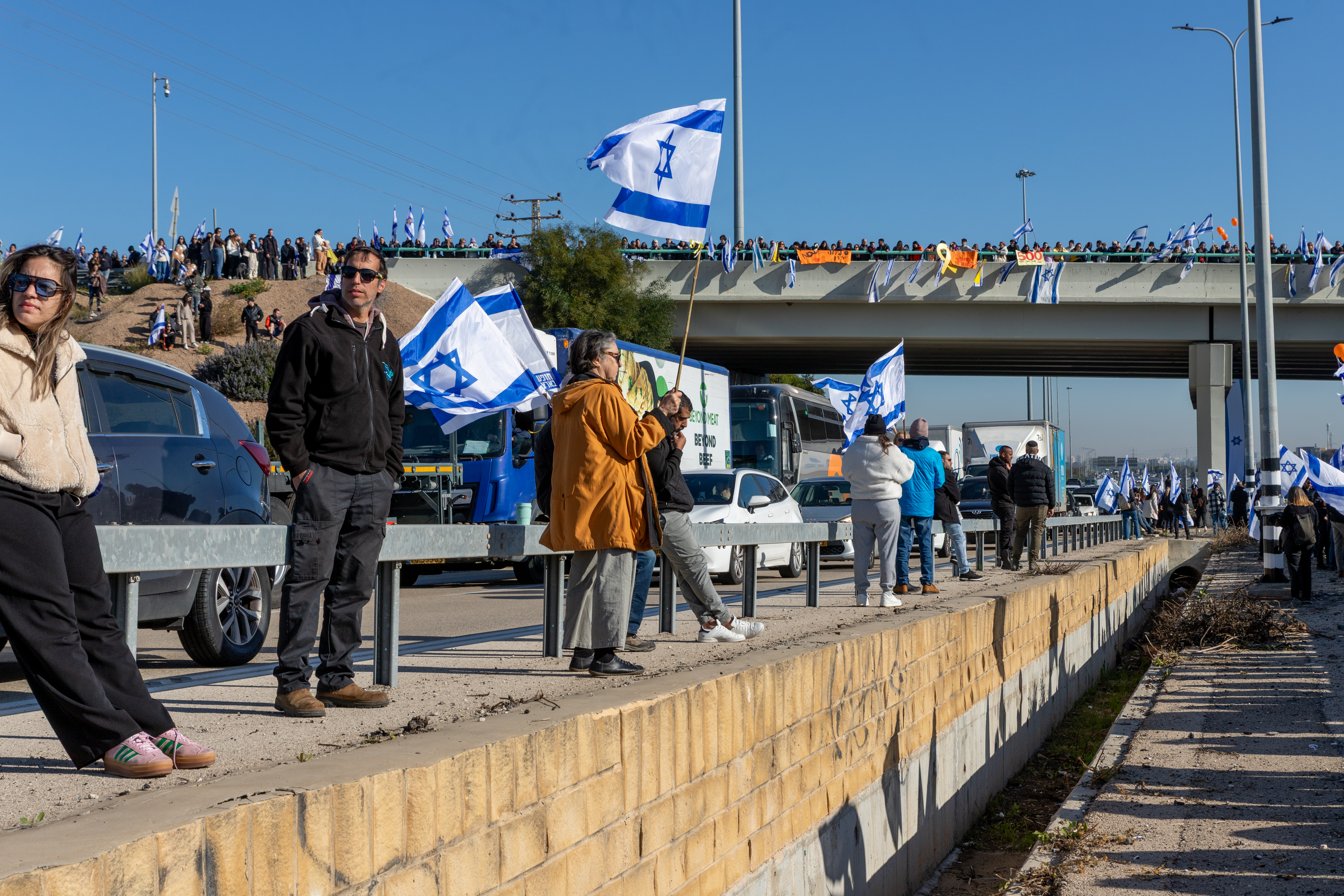
Люди с флагами стоят вдоль дороги, по которой проезжает похоронная процессия семьи Бибас

Ожидалось, что Шири и её дети будут освобождены во время первого обмена израильских заложников на палестинских заключённых, 24 ноября 2023 года. Израиль посчитал нарушением соглашения факт того, что их не освободили. Их родственники начали общественную кампанию с требованием их освобождения. 29 ноября вооружённое крыло ХАМАС, «Бригады Аль-Кассам», заявило, что Шири и её дети были убиты в результате израильских авиаударов, не представив доказательств этого. Израиль заявил, что утверждения ХАМАСа не проверены, и предупредил, что это может быть психологической войной.
Один из членов семьи Бибас обращался к президенту США Джо Байдену, президенту Египта Абдулу Фаттаху Ас-Сиси и эмиру Катара Тамиму ибн Хамаду Аль Тани, а также к правительству Аргентины, с просьбой помочь в освобождении семьи. По словам министра иностранных дел Израиля Эли Коэна, в начале декабря 2023 года все посольства и консульства Израиля либо осветили свои здания оранжевым цветом, либо выставили изображения семьи в день первого зажжения ханукальных свечей.
Ярден Бибас был обменян 1 февраля 2025 года в рамках второго соглашения по прекращению огня между Израилем и ХАМАС на осуждённых палестинских преступников из израильских тюрем и вернулся в Израиль, проведя в заложниках 484 дня. 20 февраля 2025 года ХАМАС обменял тела его детей на очередную партию палестинских заключённых.
На следующий день после передачи тел детей пресс-секретарь ЦАХАЛ заявил, что, согласно разведывательной информации и данным судебно-медицинской экспертизы, террористы убили детей голыми руками, после чего «совершили ужасающие действия, чтобы скрыть эти зверства». После получения Израилем тела Шири Бибас 22 февраля 2025 года кибуц Нир-Оз объявил, что она также была убита, находясь в плену у террористов.

## Обстоятельства обмена
Как и на предыдущих этапах второй обменной сделки за эту войну, ХАМАС использовал церемонию передачи тел заложников как возможность для антиизраильской пропаганды. Гробы с телами были выставлены на сцену, где были развешены плакаты с изображением премьер-министра Израиля Биньямина Нетаньяху в виде вампира, нависшего над изображением заложников. Была включена громкая музыка, под которую работники Красного Креста загружали гробы в машины.
Позже также оказалось, что в гробы с телами заложников ХАМАС положил пропагандистские листовки. Вместо тела матери семьи, Шири Бибас, в гробу с не подходящими к нему ключами Израилю было передано тело неизвестной женщины, опознать которое не удалось; совпадений с образцами ДНК израильтян, находящихся в заложниках у ХАМАС, не было обнаружено. Израильская армия заявила, что это очень серьёзное нарушение условий ранее заключённой сделки по обмену. Тело Шири Бибас было возвращено в Израиль и опознано 22 февраля 2025 года.

## Международная реакция
Верховный комиссар ООН по правам человека австрийский юрист Фолькер Тюрк осудил «отвратительный спектакль», устроенный ХАМАСом при передаче тел, отметив, что любая передача останков «должна проводиться с уважением к памяти покойных и с уважением к родственникам». МИД Германии заявил: «Четыре гроба, выставленные на сцене — это невыносимое зрелище. До самой последней минуты семьи заложников подвергаются террору со стороны ХАМАС». Стефани Халлетт, временная поверенная в делах США в Израиле, выразила возмущение по поводу действий ХАМАСа. Она заявила, что «этот день стал напоминанием о непостижимой жестокости ХАМАС». Верховный муфтий Саудовской Аравии Абдуль-Азиз Аш-Шейх назвал происшедшее в этот день «позором для ислама, актом богохульства против Аллаха и грехом».
Президент Аргентины Хавьер Милей объявил два дня национального траура, начинающегося 20 февраля после возвращения тел, поскольку дети Бибас имели аргентинское гражданство. Сабрина Ахмечет, президент Аргентинской комиссии по правам человека, написала: «Два аргентинских младенца убиты из-за терроризма ХАМАС. Я надеюсь, что больше никогда, после этого, мне не придется слышать, что то, что происходит в Израиле и Газе, не касается нас, всех аргентинцев».

## Память
Академия языка иврит приняла решение изменить на иврите название оранжевой бабочки шашечница изящная (כִּתְמִית ירושלים‎, транскр. «китмит Йерушалаим») на כִּתְמִית אריאל‎ (транскр. «китмит Ариэль») в память о 5-летнем Ариэле Бибасе.